# Lelångs landskommun
Lelångs landskommun var en tidigare kommun i dåvarande Älvsborgs län.

## Administrativ historik
Kommunen bildades vid den storkommunreformen 1952 genom sammanläggning av de tidigare kommunerna Laxarby, Torrskog, Vårvik och Ärtemark. En del av Ärtemark hade 1926 brutits ut och bildat Bengtsfors köping.
1 januari 1955 överfördes till Steneby landskommun och Steneby församling från Lelångs landskommun och Laxarby församling ett område omfattande en areal av 7,78 km², varav 4,52 km² land, och med 239 invånare. Inom området låg den del av orten Billingsfors som tidigare legat i Lelångs landskommun.
Den 1 januari 1958 överfördes från Dals-Eds landskommun och Nössemarks församling till Lelångs landskommun och Torrskogs församling ett område (Köllviken norra och södra) med 76 invånare och omfattande en areal av 43,47 km², varav 33,80 km² land.
Kommunen ägde bestånd fram till nästa kommunreform år 1971 då dess område gick upp i Bengtsfors kommun.
Kommunkoden var 1502.

### Kyrklig tillhörighet
I kyrkligt hänseende hörde landskommunen till församlingarna Laxarby, Torrskog, Vårvik och Ärtemark, varav sistnämnd var delad mellan Lelångs landskommun och Bengtsfors köping.

## Geografi
Lelångs landskommun omfattade den 1 januari 1952 en areal av 613,66 km², varav 492,30 km² land.

### Tätorter i kommunen 1960
| Tätort               | Folkmängd |
| -------------------- | --------- |
| Skåpafors            | 380       |
| Gustavsfors, del ava | 226       |

Tätortsgraden i kommunen var den 1 november 1960 16,6 procent.

## Politik

### Mandatfördelning i valen 1950-1966
|  | 11 | 12 | 9 | 2 |

| 35 |

| 2 | 11 | 6 | 10 | 3 | 3 |

| 34 |

|  | 11 | 14 | 5 | 4 |

| 34 |

|  | 12 | 13 | 5 | 4 |

| 33 |

|  | 10 | 12 | 5 | 2 | 5 |

| 32 |